# Cinema Princesa
El Cinema Princesa fou un antic cinema situat al nr. 14 de la Via Laietana de Barcelona. El 10 de març de 1996, després de portar més de 20 anys abandonat, l'edifici fou ocupat per l'Assemblea d'Okupes de Barcelona, esdevenint un Centre Social Okupat. Pocs mesos més tard, el 28 d'octubre del mateix any, la policia va desallotjar l'edifici amb un violent assalt que va finalitzar en una batalla campal pel centre de Barcelona. Malgrat el breu període d'ocupació, de poc més de 7 mesos i mig, el cine Princesa es va convertir en un referent i símbol del moviment okupa degut al gran ressò mediàtic que va generar el violent desallotjament. L'okupació del cinema va donar visibilitat al moviment okupa i va obrir el debat social sobre la manca d'espais públics i la impossibilitat d'accés a l'habitatge per part del jovent.

## L'edifici
L'edifici fou construït a finals dels anys 1920 a la cantonada formada per la Via Laietana i el carrer Manresa. El 17 de març de 1923 el cinema Princesa fou inaugurat i el 1931, amb la proclamació de la Segona República Espanyola, fou rebatejat amb el nom de Cinema Layetana, que era més adient. La Guerra Civil espanyola va obligar a tancar temporalment el cinema fins que el 16 de febrer de 1939, poques setmanes després de la invasió de Barcelona per part de les tropes franquistes, el cinema va reobrir les portes, recuperant també el seu nom original.
El cinema va deixar de projectar pel·lícules el juny de 1970. No obstant, especialment després de la dictadura franquista, la sala fou utilitzada puntualment per acollir assemblees obreres. El fet que la seu de CCOO estés ubicada al costat va afavorir aquesta nova utilitat de la sala. El 10 de març de 1996, quan el cinema fou okupat, feia més de 20 anys que l'edifici havia estava abandonat.

## L'ocupació

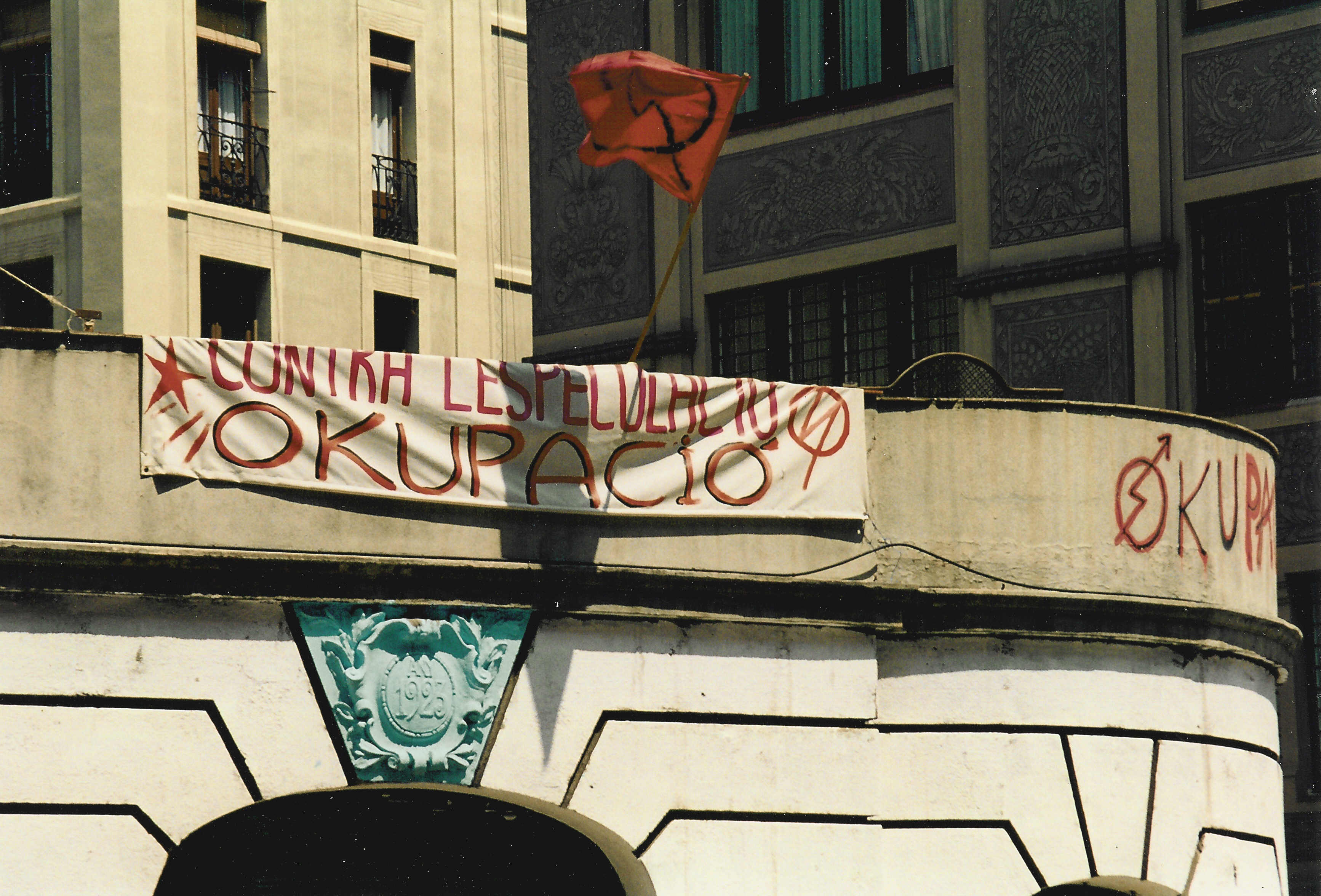
Pancarta "Contra l'especulació, okupació", al Cinema Princesa (1996).

El diumenge 10 de març de 1996 una quarantena de membres de l'Assemblea d'Okupes de Barcelona va ocupar l'antic cinema Princesa, que portava tancat des de feia més de 20 anys. L'edifici estava situat al número 14 de la Via Laietana, cantonada amb el carrer Manresa. Els joves protestaven contra la manca d'espais públics a Barcelona i la impossibilitat d'accedir a l'habitatge degut als elevats lloguers. L'objectiu era crear un casal popular amb activitats culturals i sense ànim de lucre. L'ocupació va agafar per sorpresa a la guàrdia urbana, que comptava amb què l'ocupació tindria lloc al mercat del Born.
El grup de manifestant s'havia congregat al passeig del Born a les 11 del matí. Amb una pancarta amb el lema "contra l'especulació, okupació" la manifestació, amb malabaristes i percussió, es va dirigir al cinema. Uns minuts abans, un reduït grup d'activistes proveïts amb escales i material d'escalada havia entrat amb discreció al cinema.

### Contextualització històrica
El fenomen okupa va néixer a Gran Bretanya a finals dels anys 1960 i principis dels 70, associat al moviment punk que prenia relleu als hippies. El moviment es va estendre ràpidament cap als Països Baixos, Dinamarca, Alemanya i altres països de l'Europa Central on, en nombrosos casos, les okupacions foren legalitzades. Passat el moment d'auge dels anys 1980, a mitjans dels 1990, en general, l'okupació ja era un fenomen a la baixa a Europa. A Espanya, en canvi, que venia de deixar enrere la transició, el moviment okupa hi havia arribat amb retard i les primeres ocupacions dataven de mitjans dels anys 1980. Una dècada més tard, especialment a Barcelona, els moviments autònoms i de l'esquerra independentista s'havien revifat de la repressiva operació Garzón i el moviment okupa gaudia d'un moment d'esplendor. L'Estat va reaccionar a la proliferació d'okupacions endurint la llei. El 1995, el darrer govern del PSOE, amb Juan Alberto Belloch com a ministre de justícia, va portar a terme una reforma del Codi Penal amb la qual l'okupació passava a ésser criminalitzada. Com a resposta, el moviment okupa es va coordinar millor i va néixer l'Assemblea d'Okupes de Barcelona que, en resposta a la llei, va okupar el cinema Princesa, precisament ubicat al davant de la comissaria del Cos Nacional de Policia. Set dies abans de l'okupació del cinema, el 3 de març de 1996, el PP venia de guanyar les eleccions estatals. En la seva línia de voler vincular i equiparar el moviment independentista i demés moviments socials i d'esquerres amb la kale borroka i el terrorisme, la delegada del govern de l'Estat Julia García-Valdecasas Salgado va voler mostrar una contundència inèdita contra el okupes, donant via lliure a un desproporcionat atac policial que fou objecte d'una gran polèmica. La repercussió social, política i mediàtica que va tenir el violent desallotjament va tenir l'efecte contrari del perseguit pel govern. Amb el desallotjament del Princesa, es va iniciar a Barcelona una nova etapa que va donar com a fruits l'okupació de Can Vies (10.05.1997-fins a l'actualitat), Can Masdeu (2001-fins al present), El Palomar (1997-2002), la Hamsa (23.03.1996-04.08.2004), Les Naus (2.1993-12.2003), el Pati Blau (12.1998-21.10.2004) o La Makabra (2000-19.11.2006).

## El desallotjament

### Primera càrrega premonitòria
Poc més de 4 mesos després de l'ocupació, el 17 de juliol, els okupes van rebre l'ordre judicial comminant-los a abandonar l'edifici en els dies vinents. Finques Forcadell, propietària de l'edifici, havia interposat dues denúncies contra l'okupació del seu edifici. Els okupes van reaccionar recorrent l'ordre de desallotjament i organitzant una manifestació en senyal de protesta. També, pel 22 de juliol es va organitzar un esmorzar públic. El desallotjament va quedar paralitzat durant tres mesos. No obstant, el divendres 18 d'octubre es va saber que el jutge d'instrucció del cas, que havia aturat cautelarment el desallotjament per consultar la mesura al Tribunal Constitucional, havia decidit reprendre el desallotjament malgrat la petició dels advocats, que demanaven la suspensió de la resolució tal com ja s'havia fet el juliol. El diumenge 20 d'octubre, sabent que l'execució de l'ordre podia ésser imminent, els okupes van organitzar una festa en senyal de protesta. L'okupació, que fins aleshores havia transcorregut de manera pacífica, va emprendre de cop un inesperat canvi de rumb, i la festa va finalitzar amb la primera càrrega policial. La marató musical organitzada pels inquilins del cinema, de 12 hores de durada, havia començat pacíficament, amb la participació de populars cantants com Quico Pi de la Serra o Manu Chao i l'assistència d'actors com Pepe Rubianes i integrants de La Fura dels Baus. També Lluís Llach havia assistit a la festa. No obstant, cap a les 8 de la tarda i de forma inesperada, la policia antidisturbis va fer de cop acte de presència. El tràfic no s'havia vist obstaculitzat per l'actuació musical, que utilitzava el taulat del Princesa com a escenari. No obstant, els antidisturbis es van presentar per tallar la Via Laietana i desallotjar la zona. Va tenir lloc aleshores una càrrega contra els assistents a la festa, unes 300 persones, i la marató musical, que havia d'acabar a mitjanit, va quedar de sobte interrompuda.

### Desproporcionat i polèmic desallotjament
El dilluns 28 d'octubre entre 150 i 200 policies pertanyents a les Unitats d'Intervenció Policial (UIP) es van presentar al cinema Princesa per tal d'executar l'ordre de desallotjament del cinema. L'operació va començar a les 5.55 h. de la matinada del dilluns, quan la Guàrdia Urbana va tallar la circulació al voltant del cinema. De fet, el tràfic fou interromput entre la plaça Urquinaona i Correus, fet que va ocasionar un col·lapse circulatori monumental.
Aïllada la zona, un comandant de les UIP proveït de megàfon es va dirigir al cinema ordenant l'abandó de l'edifici, a l'interior del qual hi resistien una quarantena de joves que es negaven a marxar. Fou seguidament quan, segons la policia, diverses barricades situades als voltants de l'edifici van començar a cremar. Paral·lelament, des de la terrassa del Princesa, els okupes van començar a tirar coets, bengales, pedres i altres objectes a la policia per tal d'impedir el desallotjament. Les fogueres al voltant del cinema eren alimentades des de la terrassa, amb butaques, sofàs i altres mobles llançats per atiar el foc. Cap a les 6.45 h. un helicòpter policial va fer acte de presència sobrevolant el cinema, per intimidar els okupes i il·luminar la terrassa, ja que la Via Laietana s'havia quedat sense subministrament elèctric arran dels aldarulls.
Els okupes, en canvi, al·legaven que no havien sentit cap consigna per part de la policia encomanant-los a abandonar el cinema. L'ensordidor soroll de l'helicòpter que sobrevolava el cinema impedia poder entendre res. Quan els agents van entrar per sorpresa a l'edifici es van refugiar a la terrassa, on van rebre el foc de franctiradors de la policia proveïts amb escopetes de bales de goma, que disparaven des del terrat dels edificis del voltant. Al baixar per l'escala del cinema, els okupes foren apallissats amb porres.
L'assalt al cinema per part dels antidisturbis va començar a les 7 del matí. Un nombrós grup de policies van obrir foc amb pilotes de goma, disparant des del carrer i des de la terrassa d'edificis adjacents contra els okupes resistents a la terrassa. Aquest atac va permetre que un altre grup de policies pogués abatre la porta i accedir a l'edifici. No obstant, l'avanç de la policia fou extremadament lent i dificultós perquè totes les portes i finestres havien sigut soldades amb ferro i protegides amb barricades, obligant als agents a abatre els murs del cinema.
La foguera a la terrassa va obligar també la intervenció dels bombers, que temien que el foc es propagués, calcinant tot el cinema i edificis adjacents. Un cop apagat el foc, la policia va iniciar també l'assalt a la terrassa, mitjançant escales. Durant el descontrolat assalt, un fals sostre es va desplomar i policies i okupes van caure a la planta inferior, sense provocar ferits.
Després de dues hores i mitges de batalla campal, cap a les 8.30 h. uns 200 policies van aconseguir finalment assaltar el cinema, posant fi a l'ocupació que havia durat set mesos. Diversos furgons es van aproximar a les portes laterals del cinema i van començar a carregar-hi els okupes detinguts, que foren transportats a la comissaria del carrer Nou de la Rambla.
Mentrestant, nombrosos veïns i joves s'havien anat concentrant a les tanques de seguretat que aïllaven el cinema, esverats i molestos per l'ensordidor soroll de l'helicòpter i en senyal de suport als okupes. Alguns veïns al·legaven també que l'endemà havien de treballar o acompanyar els infants a l'escola, però les seves protestes foren ignorades pels agents. Al matí, la Via Laietana seguia encara tallada i una nombrosa dotació d'ambulàncies, cotxes de policia i camions de bombers seguien aparcats als voltants del cinema, constituint un impressionant desplegament preparat per actuar en cas de necessitat.
Cap a les 9 del matí, amb la situació sota control i el desallotjament consumit, la policia també va acabar carregant contra els pacífics manifestants que havien acudit a l'escena dels fets en solidaritat amb els okupes.
El balanç final de la llarga nit del desallotjament foren 48 okupes detinguts i 10 ferits (2 okupes i 8 policies).
Segons els okupes, «una brutal i vergonyosa actuació de la policia». Els veïns coincidien en que l'actuació policia havia sigut desproporcionada i denunciaven que «era com matar mosques a canonades. El que hi havia a l'interior del cinema eren joves que defensen el dret a l'habitatge, no mafiosos ni terroristes».

### Batalla campal nocturna
A la nit, fou convocada una manifestació per denunciar el violent desallotjament. Aleshores, els paletes ja havien tapiat les portes i accessos el cinema.
La manifestació va començar cap a les 8 del vespre al carrer Fontanella. Els aldarulls van començar a l'altura de la comissaria de Vilardell i de la seu superior de la policia.
La protesta va acabar en una batalla campal en la qual uns 500 joves es van enfrontar a la policia, en una greu confrontació que va deixar col·lapsat el centre de Barcelona i que es va saldar amb set detinguts i tres policies ferits.
La Via Laietana, el Portal de l'Àngel, el carrer Princesa i demés carrers adjacents foren l'escenari d'una batalla campal. Els manifestants es van concentrar a la comissaria de la policia i hi van llançar les runes de les obres que hi havia al costat del Palau de la Música, obligant als policies a refugiar-se a l'interior.
Cap a les 10.30 la manifestació s'havia desplaçat cap a la plaça de Sant Jaume, on van cremar contenidors.
Almenys 14 vehicles policials, 4 cotxes i 2 motos particulars, 6 oficines bancaries, 12 contenidors de deixalles i papereres, entre altre mobiliari urbà, van resultar serialment danyats.

## Debat social i valoracions polítiques

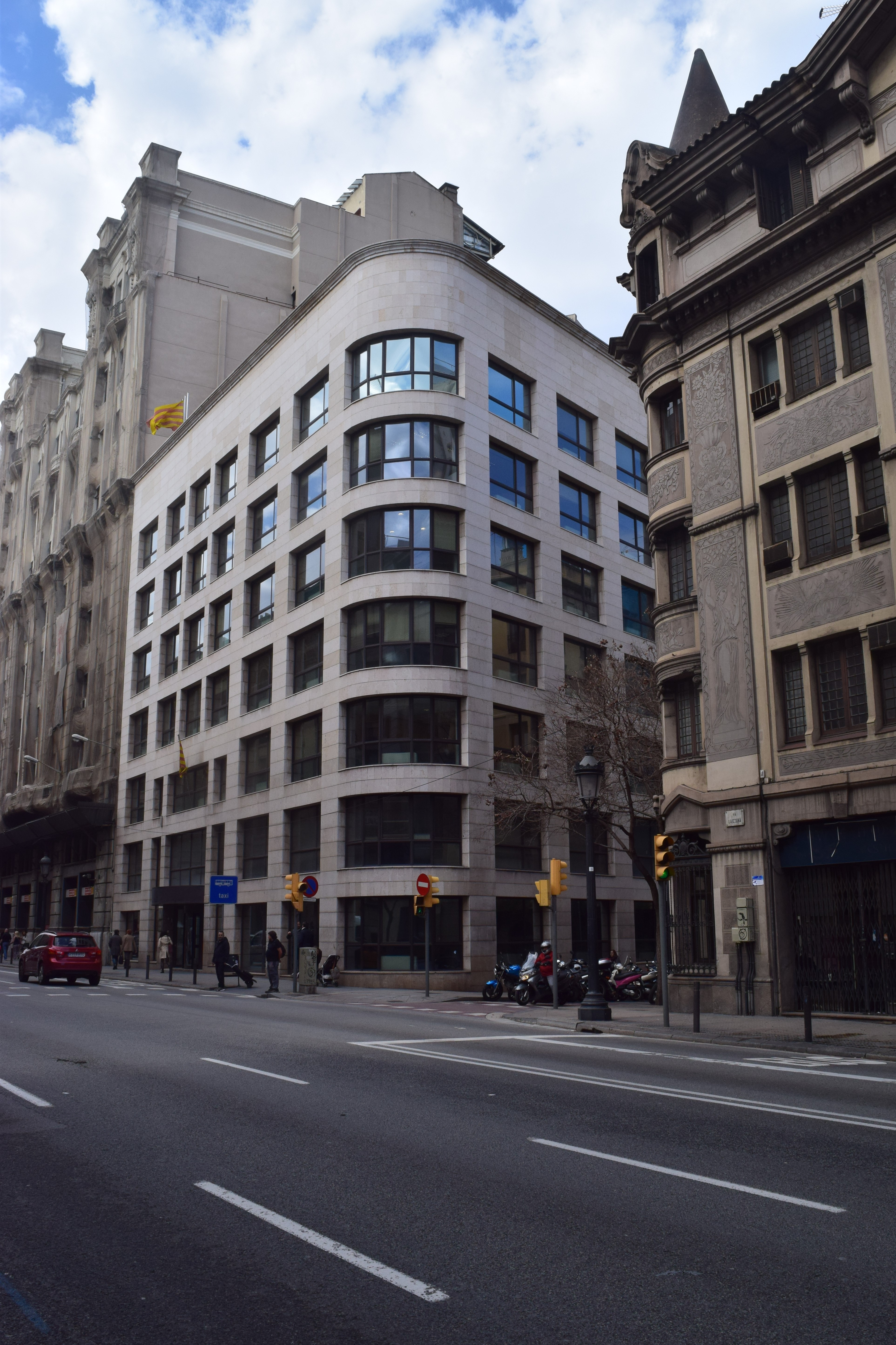
Aspecte de Via Laietana núm. 14, indret on havia estat ubicat l'antic Cinema Princesa, el 2017.

Les violentes imatges que el desproporcionat desallotjament va deixar foren retransmeses per totes les televisions estatals i fins i tot tingueren un fort ressò a nivell internacional. Les contundents imatges van donar visibilitat al moviment okupa i van obrir un debat social sobre la manca d'habitatge. A més, malgrat haver perdut el cinema, els mitjans de comunicació coincidien a afirmar que el moviment okupa havia sortir reforçat dels dràstics esdeveniments i els proclamaven vencedors de la batalla mediàtica. De fet, el debat social va deixar de banda la usurpació il·legal i es va centrar en la contundència de l'assalt policial. El debat sobre el polèmic desallotjament, a més, es va encendre per la rivalitat institucional manifestada entre l'ajuntament, el govern central i la Generalitat, que va finalitzar en una espiral de retrets i acusacions.
ERC i el PI foren els primers partits polítics en criticar la desproporcionada operació policial. També Ignasi Riera, diputat d'IC-Els Verds que es trobava al lloc dels fets, va declarar que «la policia ha actuat com si estigués davant d'un comando d'ETA armat fins a les dents». IC-Els Verds va acabar presentant una pregunta al Parlament sobre els fets ocorreguts a la Via Laietana. Per altra banda, el sindicat CCOO, ubicat al costat del Princesa, també es va mostrar crític amb l'assalt policial i va assegurar que l'ús que els okupes donaven a l'immoble era «molt més digne que un espai mort que només servia per acumular rates i brutícia». Mentrestant, el governador civil de Barcelona, Francisco Cuevas Fernández, continuava defensant que l'actuació havia sigut «adequada i totalment ponderada».
El debat va prendre un nou impuls arran de les declaracions de la Federació d'Associacions de Veïns de Barcelona, que s'afegia a les crítiques donant suport explícit als okupes detinguts i publicant un contundent comunicat de premsa en que condemnava les autoritats i fins i tot demanava la dimissió de la delegada del govern a Catalunya, Julia García Valdecasas, a la qual culpava de la «violenta acció de la policia». La FAVB rebentava així l'estratègia del govern central que, dies abans del desallotjament, havia iniciat una campanya de contrainformació per tal de desacreditar als okupes, dirigint-se extraoficialment a institucions ciutadanes a les quals transmetia el costat més negatiu dels okupes, fent referència a queixes veïnals, denuncies judicials i problemes d'higiene.
Paral·lelament al debat polític, els mitjans de comunicació tematitzaven el desallotjament en debats televisius i diversos espais informatius. El diari La Vanguardia, per exemple, va fer una enquesta en la qual van participar diversos personatges públics com polítics, periodistes, artistes i altres intel·lectuals. Entre els participants hi havia Carles Francino, Àngels Barceló, Roser Argemí d'Abadal (presidenta de la FAVB), Jordi Dauder, Manuel Delgado o Andreu Buenafuente. Entre les diverses opinions, de tota mena, hi havia clares senyals de suport als okupes. Ramon Folch declarava, per exemple, que «els okupes desautoritzen l'obsolet ordre moral imperant» i Isabel-Clara Simó afegia que «jo no seria okupa, però sí simpatitzant».
Sentint-se recolzada pel debat social i el suport d'una gran part de la societat civil, el dijous 31, tres dies després del desallotjament, l'Assemblea d'Okupes de Barcelona va fer acte de presència amb la convocatòria d'una roda de premsa per condemnar públicament l'agressió i la provocació de la policia. L'assemblea es va reivindicar com un grup pacífic i va anunciar una nova okupació al centre de Barcelona.

### Foc creuat entre els polítics
El breu i ambigu comunicat de premsa emès pel consistori arran del desallotjament fou el detonant d'una espiral de retrets i acusacions entre la classe política que va acabar d'atiar la seva confrontació iniciada immediatament després de la polèmica operació policial. El desallotjament havia sigut executat per la policia nacional, rellevant la guardia urbana a un modest paper d'actor secundari. L'ajuntament de Barcelona va aprofitar aquest fet per a desmarcar-se del polèmic assalt policial. En el seu comunicat, de només 9 línies, el consistori lamentava «determinats danys personals i accions de violència a la via pública». Així mateix, subratllava «la seva ferma voluntat de seguir fomentant totes aquelles accions encaminades a promoure i millorar la convivència, la tolerància i el civisme». La delegació central del govern va interpretar aquestes línes com una crítica a l'actuació de la policia nacional i va titllar a l'alcalde Pascual Maragall d'oportunista, plantejant que en el futur els desallotjaments es deixessin a mans de la policia local. El PP criticava així mateix a Maragall per haver-se desmarcat del desallotjament i pretendre presentar el desallotjament com un acte aliè al govern municipal.
El debat va prendre una nova dimensió quan el divendres 1 de novembre el president de Catalunya, que fins aleshores havia mantingut silenci, va decidir qualificar de «falsos progressistes» i «estrategs de cafè» a aquells que criticaven l'actuació policial, en clara referència a Maragall i a l'ajuntament de Barcelona. Jordi Pujol esdevenia així el primer governant en defensar públicament el desallotjament, ja que Maragall ho havia evitat en el seu genèric comunicat. L'elogi de Pujol al desallotjament havia tingut lloc durant un acte d'inauguració d'una comissaria dels Mossos d'Esquadra a La Bisbal d'Empordà i Olot, en presència de la delegada del Govern de Catalunya Julia García-Valdecasas.
Les declaracions de Pujol només van servir per afegir més llenya al foc i van tenir com a immediata rèplica les contundents paraules de Pilar Rahola, membre del PI i quarta tinent d'alcalde de Barcelona, que va qualificar les acusacions de Pujol de «paraules de pistoler». Rahola denunciava que el govern central havia enviat el «sèptim de caballeria» per a resoldre el problema de la falta d'habitatge i retreia a Pujol «haver perdut els papers» i «haver adpotat l'actitud pròpia del PP», refermant-se en la seva crítica a la desmesurada intervenció policial.
L'alcalde de Barcelona va retreure a Pujol el fracàs del seu pla de vienda per joves a Catalunya. El nou comunicat de premsa emès pel consistori carregava durament contra les declaracions de Pujol i denunciava que «el citat plà Pujol va tenir la peculiaritat de no haver aconseguit que a la ciutat de Barcelona es construís ni un sol habitatge dels inicialment prevists».
Finalment, Eulàlia Vintró (IC-Els Verds), segona tinent d'alcalde, es va sumar també a les crítiques a Pujol declarant que «defensar les actuacions de la policia al preu que sigui és allunyar les forces de seguretat de la ciutadania, i això no és bo per a la cohesió de cap democràcia».

### Foc creuat entre bombers i policies
El conflicte polític també es va estendre entre els cossos administratius encomanats a participar en el desallotjament. Policies i bombers van mantenir un dur enfrontament per les seves diferències respecte a la responsabilitat de participació en el desallotjament. Segons informava La Vanguardia, el cap superior de la policia, Francisco Arrebola, fins i tot va estudiar la possibilitat de denunciar els bombers als jutjats. Els bombers es van negar a prestar les seves mànegues a la policia per tal de fer retrocedir el okupes en considerat que no es tractava d'una extinció d'un incendi. També els van negar escales extensibles, fet que va tenir com a conseqüència que les escales utilitzades foren inapropiades i van posar en perill la integritat física dels detinguts.

## Procés judicial
Els 40 okupes que es trobaven a l'interior de l'edifici foren acusats d'usurpació d'immobles i desordres públics. Uns altres 7 detinguts, que donaven suport als okupes des del carrer, foren acusats de desordres públics i 2 detinguts més foren imputats per atemptat a l'autoritat.
El dimarts 29 d'octubre a partir de les 7 del matí els 49 detinguts van començar a passar a disposició judicial. 40 d'ells acusats d'usurpació d'habitatge, 7 de desordres públics i 2 d'atemptat a l'autoritat. A la porta dels jutjats, al passeig Lluís Companys, s'hi havien concentrat des del matí un centenar d'okupes i familiars dels detinguts. Després d'haver declarat, els acusats van anat sent posats en llibertat. A primeres hores de la tarda, Eduardo Navarro, el jutge en funcions de guàrdia, ja havia decretat la posada en llibertat de 10 okupes, i al vespre tots els detinguts ja estaven al carrer. L'endemà, el dimecres 30 d'octubre, 15 altres acusats de desordres públics durant la manifestació nocturna passat el desallotjament del cinema, també van passar a declarar. Tots ells també foren posats en llibertat el mateix dia. El fiscal, en el seu escrit de qualificacions provisionals, sol·licitava un total de 19 anys i mig de presó per a tots ells, també pels tres menors d'edat, per desordres manifestació il·lícita, atemptat amb lesions i resistència.
Es va donar el cas que el mateix dia en què eren posats en llibertat els darrers 15 detinguts, dos jutjats de Barcelona van publicar la sentència sobre 2 casos d'okupació. En ambdues, els encausats foren absolts del delicte d'usurpació del qual se'ls acusava, el mateix delicte imputat als okupes del cinema Princesa. Les sentències ressaltaven l'obligació dels poders públics de promoure el dret dels ciutadans a un habitatge digne.